# Hatogamine Hachiman-jinja
Le Hatogamine Hachiman-jinja (鳩峰八幡神社) est un ancien sanctuaire shinto situé à Tokorozawa, préfecture de Saitama au Japon.

## Histoire
Le sanctuaire aurait été fondé en 921 A.D. quand une cérémonie de purification de la terre s'y serait tenue. Les archives du sanctuaires indiquent que celui-ci a été restauré en 1232 et qu'en 1333 le célèbre commandant samouraï Nitta Yoshisada y a prié durant la campagne de Kōzuke-Musashi contre le shogunat de Kamakura. Le « pin de Kabutokakeno » (兜掛松, Kabutokakeno matsu) sur le site daterait de cette époque et Nitta y aurait suspendu son casque pour prier.
En 1591, le futur shogun Tokugawa Ieyasu a commencé la tradition d'offrir du bois de coupe au sanctuaire. Cette tradition a été perpétuée par tous les shoguns jusqu'à la fin de l'époque d'Edo en 1867.
Le bâtiment principal repose sur une colline boisée et date d'avant 1333. C'est un des rares anciens bâtiments de ce genre à Saitama.
Le sanctuaire est dédié aux dieux shinto Hondawakano-mikoto, Himegami et Kinagatarashihimenno-mikoto.

## Festivals
Les principaux festivals et Suitengu[Quoi ?] sont :
- 1er janvier : Gantansai (festival de Nouvel An)
- 5 janvier : Reitaisai (festival annuel de la fête de Bodhidharma)
- 15 mars : Haru matsuri (festival de printemps)
- 15 avril : Reitaisai (festival annuel)
- 15 juillet : Natsu matsuri (festival d'été)
- 15 septembre : Aki matsuri (festival d'automne)
- 23 novembre : Niinamesai

## Référence
- (en) Cet article est partiellement ou en totalité issu de l’article de Wikipédia en anglais intitulé « Hatogamine Hachiman Shrine » (voir la liste des auteurs).

### Sources
- Archives de Tokorozawa Hatogamine Hachiman-jinja[réf. à confirmer]
- Association touristique de Tokorozawa[réf. à confirmer]